# Atención basada en objetos
La atención basada en objetos se refiere a la relación entre una representación de "objeto" y a la visión estimulada de una persona, la atención selectiva, en oposición a una relación que involucra una espacial o característica representación; aunque estos tipos de atención selectiva no son necesariamente mutuamente excluyentes. La investigación sobre la atención basada en objetos sugiere que la atención mejora la calidad de la representación sensorial de un objeto seleccionado y da como resultado un mejor procesamiento de los rasgos de ese objeto.
El concepto de un "objeto" a propósito de la atención basada en objetos, implica más que una cosa física que puede verse y tocarse. Esto incluye una unidad o grupo perceptivo, es decir, elementos en un campo visual (estímulo) organizados coherentemente por factores Gestalt así como la colinealidad, cierre y simetría.

## Historia
Investigaciones recientes inicialmente postularon que las consideraciones basadas en el espacio, estaban conduciendo la fuerza detrás de la atención visual, sin embargo se volvió evidente que sus perspectivas necesitaban incluir “la cosa” que la atención seleccionaba. Este enfoque basado en el objeto se extendió desde Kahneman & Henik dejándonos con una pregunta: "Si la atención selecciona un estímulo, ¿Qué estímulo selecciona?"  y su consideración podría ser también “impulsado por objetos”, tras la explícita e influencial delinea entre las teorías de atención basadas en objetos hasta el estatus actual presentado en este artículo.: 1  Un ejemplo clásico de estudio de señales que fue emprendido para evaluar la atención basada en un objeto fue Egly, Driver y Rafal. Sus resultados demostraron que era más rápido detectar el objeto que se localizaba señalado que localizar el objetivo cuando estaba en la misma distancia , pero sin señalar.
Pertinentemente, los esfuerzos de Duncan: 2  fueron después verificados por los descubrimientos de Vecera & Farah, que determinan que las tareas de discriminación dependen de las representaciones basadas en objetos, que a su vez producen un efecto.
La contribución de la atención basada en objeto al proceso visual es extensamente aceptado con los dos objetos basado y de espacio perceptualmente representados, ahora incluidos en unos modelos recientes de la atención visual seleccionada.

## Naturaleza y efectos de la atención basada en objetos
Cuando se considera a la naturaleza y los efectos de la atención basada en objetos, comúnmente se mencionan tres teorías de investigación que son comúnmente mencionada; que están presentadas a continuación. La consideración luego se da al mejorar el efecto de la atención basada en objetos en la memoria y su efecto inhibitorio durante ciertos tipos de búsqueda visual.

### Distribución de atención
La primera teoría postula que los objetos percibidos visualmente afectan la distribución de la atención consciente e inconsciente. Por lo tanto, conscientemente atendiendo un aspecto de un objeto automáticamente facilita el proceso de otro aspecto del mismo objeto (incluyendo aquellos que actualmente son una irrelevante tarea),: 1  ya sea en términos de precisión o tiempos de respuesta. Cuando una búsqueda visual involucra ubicar dos características, es más eficiente cuando ambas características ocurren en el mismo objeto, en oposición a dos características separadas en dos objetos diferentes. Además, cuando se vuelve a ver un objeto que previamente fue atendido, el reconocimiento es más rápido cuando hay continuidad entre las representaciones (forma, color, orientación, etc.) de ese objeto y la vista previa.

### Orientando
La segunda teoría acierta en que la atención basada en objetos puede cambiar más rápido dentro de un objeto que entre objetos. Egly y sus colegas proveyeron evidencia para un componente del objeto basado de una tal orientación visual en una reacción señalada con un tiempo asignado involucrando a los participantes normales y los pacientes dañados en su lóbulo parietal.: 1  Como una extensión, la búsqueda continua ha indicado que cuando se busca un objetivo entre otros, también hay una preferencia al hacer cambio de ojos dentro el mismo objeto, en vez de entre los objetos.

### Distractores
La tercera teoría sostiene que hay una gran interferencia de objeto-basado de atención cuando cualquier distractor de flanqueo. (ej. una escena visual amontonada o un ruido) está presente. Particularmente, si estos distractores pertenecen al mismo objeto o el grupo del objeto como es atendido (ruido similar) como una oposición que viene de diferentes objetos (sonidos no similares)-desconsiderado de las características disgustantes de los mismos objetos (ej. color, dirección del movimiento, forma, orientación). Un elemento influyente es el que un objeto parecido en representación puede atrapar la atención incluso cuando no es la intención del objetivo que se está buscando. Por lo tanto, una importante consideración es que la semejanza perceptiva entre los distractores y el objetivo influyen en la eficiencia de la búsqueda visual, incrementa en similitud entre los distractores y también incrementa en la eficacia. Similarmente, la eficiencia visual incrementa en menos similitud con el objetivo en el distractor.

### Memoria
El efecto de la atención basada en objetos en la memoria también recibe una creciente atención. Tres experimentos conducidos por Bao y szus colegas han demostrado que la unión de diferente información de un solo objeto mejora la manipulación de esa información de la memoria operativa, sugiriendo una relación entre la atención visual externa y la atención de la memoria interna. La investigación sobre atención exógena basada en objetos también identificó el mejoramiento de la memoria de reconocimiento, de este modo tener una mejor recuperación de la información. Esto ocurrió cuando la formación de la memoria se codificó simultáneamente con un cambio en un acompanamiento de una tarea irrelevante en una escena visual, cuando ambas estén presentadas en un objeto atendido.

### Inhibición de retorno
La atención basada en objetos también se ha encontrado que tiene cualidades inhibidoras. Posner y Cohen inesperadamente descubrieron que los tiempos de reacción de búsqueda visual para detectar objetos apareciendo en una ubicación previamente señalada tomó más tiempo que cuando aparecieron en una ubicación no señalada, previsto el tiempo de espera para el objetivo (objeto de atención) para aparecer fue más tardado que 300 ms después del señalamiento inicial. Esto se denominó inhibición de retorno: "Un efecto inhibitorio producido por una señal periférica (i.e.,exógeno) u objetivo". Klein hipotetizó que la inhibición del retorno es un mecanismo que permite a una persona no vuelva a buscar en campos visuales previamente buscados como resultado de "etiquetas inhibidoras".

## Factores que influyen en la atención basada en objetos
El despliegue de la atención depende de los objetivos y expectativas del observador así como las propiedades de la imagen.

### Señal y enfoque atencional
El tipo de señales exógenas (periféricas) o endógenas (centrales) han sido encontradas para afectar el rol de una atención basada en objetos en búsquedas visuales. Chen reportó que los efectos basados en objetos fueron encontrados con exógenas pero no con señales endógenas. Sin embargo, la investigación adicional de este hallazgo sugiere que es más bien el alcance del foco atencional que evoca una señal que influye en el funcionamiento de un efecto basado en objetos, que el tipo de señal utilizada. Los efectos de los objetos son menos efusivos cuando la naturaleza periférica de las señales exógenas es responsable de estimular el uso de un foco de atención amplio frente al enfoque atencional estrecho generalmente inducido por señales centrales. Hallazgos confirmatorios en el debate de “alcance del enfoque atencional” contra “tipo de señal " de Chen & Cave y otros, han mostrado que los efectos basados en objetos son también evidentes en el caso de las señales endógenas cuando los participantes en la investigación adoptan un ancho enfoque atencional mientras atienden a las señales.

### Cualidad representativa
La representación perceptiva de un objeto debe estar suficientemente definida (una representación de objeto viable) para que la atención basada en el objeto se obtenga y se use en una búsqueda visual. Algunos factores que pueden influenciar la calidad de tal representación son: la duración de un estímulo que es representado en orden para producir una representación perceptual de un objeto-basado, largas duraciones son generalmente más confiables; entre más “completa” la representación del objeto basado, mejor. Ej. un contorno cerrado en lugar de un esquema desconectado; una mayor uniformidad en la representación de un objeto también es más efectiva, ej., consistencia en la coloración y luminancia a lo largo de la representación; la cantidad de carga perceptiva, este tiene un afecto modulador en el objeto-basado de atención, para, con una baja carga perceptual, la atención se propague a lo largo de el objeto citado, un resultado que apoye la atención basada en objetos.

## Mecanismos que evocan efectos en la atención basada en objetos
El sistema visual no tiene la capacidad de procesar todas las entradas de atención simultáneamente; por lo tanto, los procesos atencionales ayudan a seleccionar algunas entradas sobre otras. Dicha selección son basadas en ubicaciones espaciales y en objetos discretos.: 3 : 1  Tres mecanismos son hipotetizados a contribuir a una atención selectiva de un objeto.: 2 

### Realce sensorial
Los efectos atencionales basados en objetos son atribuidos al mejoramiento sensorial en representación del objeto que resulta de la expansión atencional (una selección espacial guiada por objetos).: 1 : 1  Cuando la atención es dirigida a una ubicación dentro de un objeto, otras ubicaciones dentro de este objeto también adquieren una ventaja atencional (un mejorado sensorial procesado). Dos o más características que pertenecen a un solo objeto se identifican más rápido y más preciso que las características que pertenecen a diferentes objetos. La atención a una característica visual única de un objeto, como su velocidad de movimiento, resulta en una transferencia automática de atención a otra tarea relevantes como el color. Estudios que miden a la neurona responde en animales dando evidencia que apoya a la teoría de la atención que habla sobre el objeto.

### Priorización de atención
Se sostiene que el orden de una búsqueda visual es importante en la manifestación de efectos basados en objetos. Podría estar medida por la prioridad de atención asignada a ubicaciones dentro de un objeto ya atendido, es decir, donde se inicia una búsqueda visual desde el valor predeterminado. Esta priorización propone que el efecto principal de la atención es ordenar el análisis de la búsqueda atencional y más específicamente, las partes desatendidas actualmente de un objeto atendido se busquen antes que las partes desatendidas de un objeto diferente desatendido. Sin embargo, también se propone que existe una estrategia de exploración de configuración implícita (las ubicaciones desatendidas dentro de un objeto atendido reciben una prioridad alta) o una estrategia de exploración contextual implícita (donde las ubicaciones de probabilidad objetivamente alta reciben una prioridad alta) dependiendo de los requisitos de, y Disponibilidad de tiempo para, una tarea.: 1 

### Desplazamiento atencional
Lamy y Egeth encontraron que la atención basada en objetos tiene efectos durante los cambios de atención cuando son requeridos, pero cuando estos no son requeridos, no.  Las teorías del cambio de atención que dicen que el costo de cambiar entre objetos ocurre con tres componentes individuales. Siendo estas las operaciones de atención que toman lugar cuando la atención necesita ser soltada (realizada) de un objeto común, redireccionada (alternada) a otra localización fuera de con la que se inició; y después del reenganchado (el reenfoque de la atención) en el nuevo objeto. Además, Brown y Denney identificaron dentro de los tres estados que les toma más responder al soltar atención de un objeto que lo que les tomaba soltar atención de una localización, o cambiar atención dentro de un objeto, ellos propusieron que procesos separados pueden ser envueltos cuando el cambio de atención desde un objeto a otro, que haciéndolo desde una localización.

## Relación de la neurona con la atención basada en objetos
Cuando la atención se mueve entre objetos perceptivos superpuestos espacialmente, tales como caras y casas, imagen de resonancia magnética funcional relacionada con eventos (fMRI) ha revelado una actividad de transferencia transitoria en el parietal posterior y las regiones frontales parietales; la última región que controla la atención espacial. El curso del tiempo en la actividad cortical demuestra el rol funcional que estas regiones del cerebro cumplen en los procesos del control de atención.
En un estudio reciente, Baldauf y Desimone mostraron que una región del córtex frontal, la unión inferior frontal, está involucrado en la orientación descendiente siendo guía de el objeto-basado de atención por una selectiva actividad neuronal  sincronizada con canales respectivos en el córtex representando información del objeto relevante.: 1  Se piensa que los efectos de la atención basada en objetos son mediante el corriente ventral, el cual es el corriente visual asociado con el reconocimiento del objeto y la forma de representación. Esta predicción está basada en un modelo de sistemas visuales en el cual la representación de figuras en el corriente ventral le informa a la percepción, mientras que la representación de figuras en el corriente dorsal guía las acciones.: 1 
Un caso del 2009 que involucró “DF”, quien sufrió un daño bilateral en el área del lóbulo occipital lateral (LO) área de su flujo visual ventral, demostraba que mientras ella tenía un sistema de orientación espacial normal, su desenvolvimiento de atención no era del todo sensitivo a la presentación de objetos. DF no exhibía la ventaja usual por encima o entre el objeto de cambio de atención o la figura de comparación, un  indicador claro de la ausencia de los efectos normales de un objeto-basado de atención.: 2 